# Ithiel Town
Ithiel Town est un architecte et un ingénieur civil américain né à Thompson, comté de Windham (Connecticut), le 3 octobre 1784, et mort à New Haven, Connecticut le 13 juin 1844 .

## Biographie

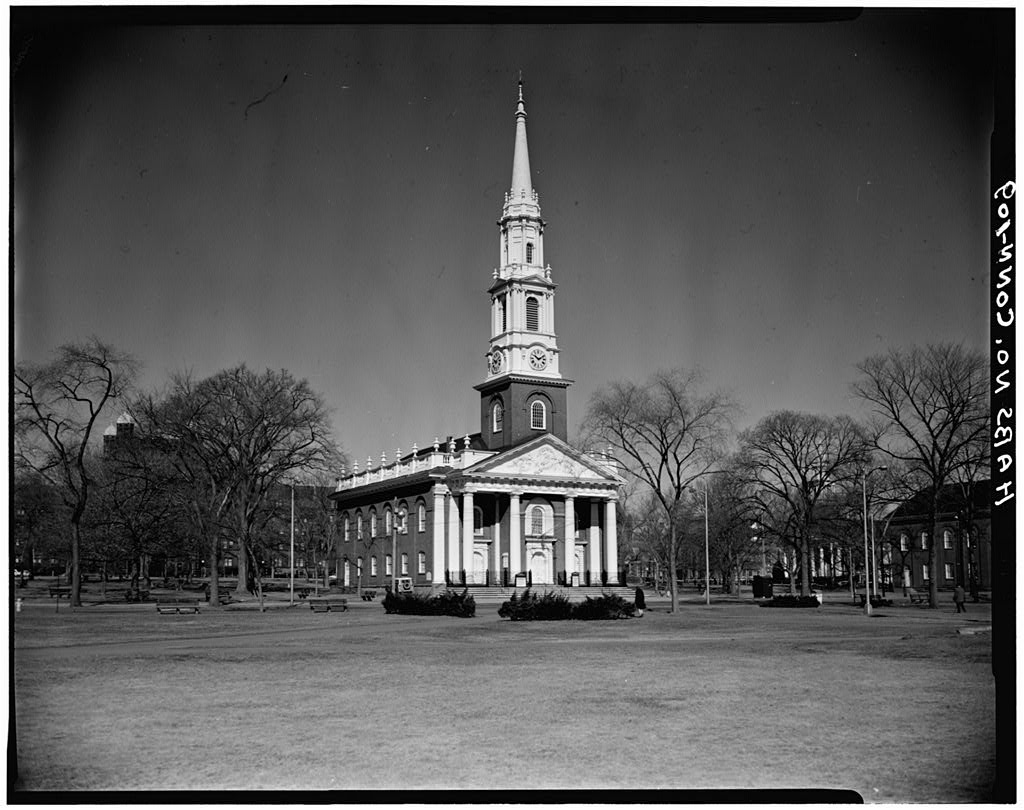
Center Church, à New Haven Green

Ithiel Town est le fils d'Archelaus Town, un fermier, et de Martha (Johnson) Town. Son père est mort jeune et a laissé une famille nombreuse avec peu de biens. En 1792, à huit ans, il va à Cambridge chez un oncle. Il est apprenti charpentier en 1801.
Il a été formé par l'architecte Asher Benjamin et a commencé sa carrière d'architecte avec la réalisation de Asa Gray House en 1810, à Cambridge (Massachusetts). Ses premiers travaux les plus importants sont la Center Church (1812–1815), et la Trinity Church (1813–1816), à New Haven Green, New Haven. Il a démontré ses capacités d’ingénieur dans la réalisation de la flèche de Center Church à l'intérieur de la tour qui a été ensuite levée à sa position définitive en trois heures en utilisant un treuil spécial. Trinity Church a été une des premières construction dans le style Gothic revival aux États-Unis.

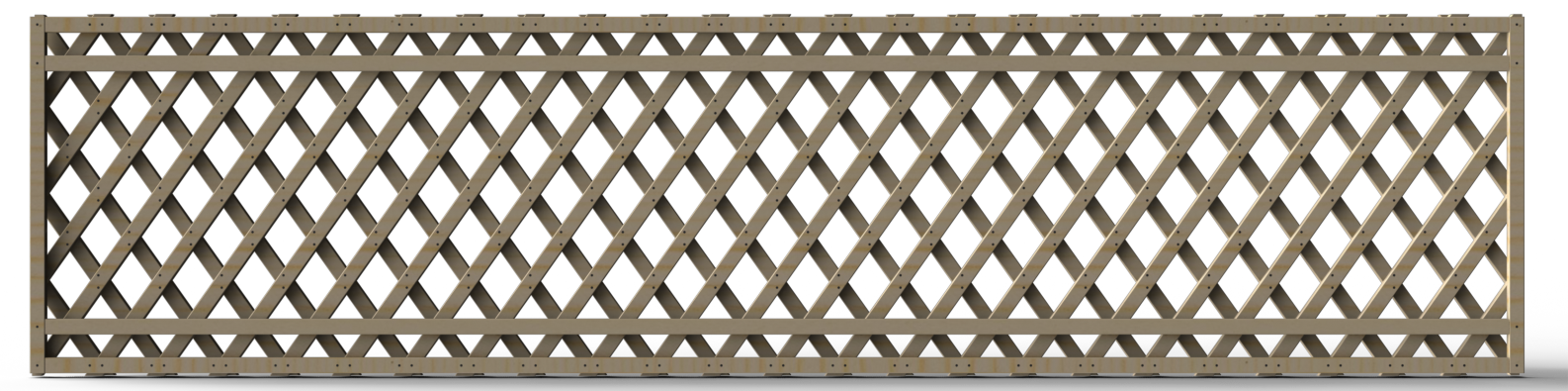
Poutre Town

Il a d'abord construit des ponts suivant le brevet Burr. Il construit son premier pont en 1818, Yadkin River Covered Bridge, Salisbury (Caroline du Nord). Il construit en 1819-1820 le pont couvert de Cape Fear Bridge à Campbelltown, près de Fayetteville (Caroline du Nord), pour James Seawell, sur lequel il a employé les principes présentés dans son brevet de poutre treillis. Ce pont a été incendié par les troupes confédérées en 1865. Il a construit plusieurs ponts en Caroline du Nord avant son retour dans le nord, à New York, en 1825, dont le pont sur la Pee Dee River, à Creaw (Caroline du Sud) et un autre sur la South Yadkin River avec le constructeur Samuel Lemly. Ithiel Town n'est pas un constructeur de ponts mais il exploite sa licence de poutre treillis en vendant à des agents son usage 1 dollar par pied de longueur de pont construit. Quand ces agents découvrent des ponts construits en utilisant le brevet Town non déclarés, ils demandent 2 dollars par pied de longueur.
Le 28 janvier 1820, un brevet a été accordé à Ithiel Town pour une poutre en treillis en bois qui a permis de construire ce qui est couramment appelé Pont Town ou Poutre Town. Ce type de poutre a eu rapidement un grand succès car elle pouvait être fabriquée rapidement par un personnel peu qualifié avec un matériau facilement disponible. Ce type de pont évite aussi la construction de piles importantes nécessaires dans le cas d'arches en pierre. Il obtient un second brevet sur une poutre en treillis le 3 avril 1835,,.
Ithiel Town a été un des premiers membres de l'Académie américaine de design, en 1825, et il a été reçu Maître ès art de l'Université de Yale.

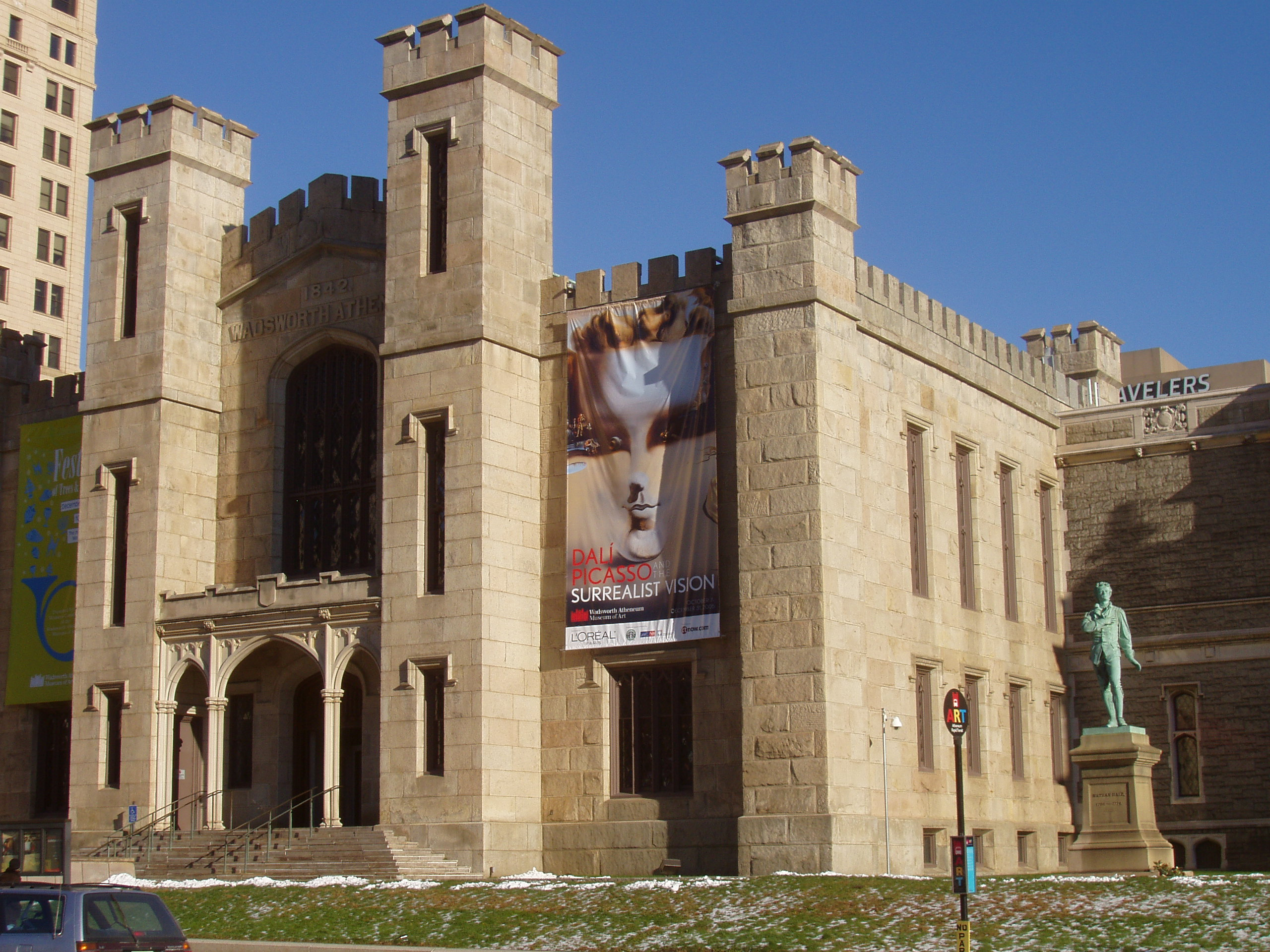
Wadsworth Atheneum

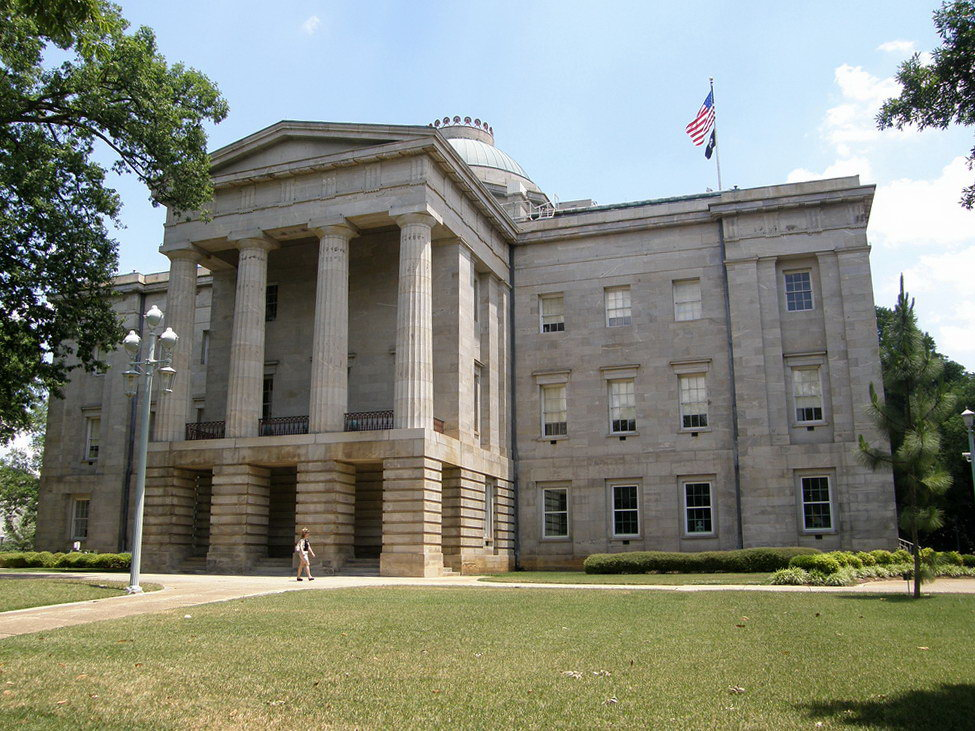
Capitole de la Caroline du Nord

En 1829, il a formé avec Alexander Jackson Davis la première société professionnelle d'architectes aux États-Unis qui a construit un grand nombre d'édifices dans les styles Greek Revival, Gothic Revival, Tuscan Revival et Egyptian Revival. Ithiel Town a voyagé en Europe en 1829-1830.
La société est restée active jusqu'en 1835. Pendant huit mois, entre 1832 et 1833, la société s'est appelée Town, Davis, and Dakin quand James H. Dakin a rejoint la société. Ils ont construit à New Haven le Capitole de l'État, l'hôtel de ville, le Wadsworth Atheneum, à Hartford (Connecticut), le Capitole de l'État de l'Indiana (1831-1840, démoli en 1877) et le Capitole de l'État de Caroline du Nord, et le bâtiment des douanes, aujourd'hui Federal Hall (1833-1842), à New York Pendant cette période, Ithiel Town a conçu le pont-canal sur le Potomac, à Georgetown (Washington, D.C.), pour permettre aux bateaux de passer du Chesapeake and Ohio Canal à l'Alexandria Canal Company, construit en bois entre 1833 et 1843.
Il a construit sa propre maison sur Hillhouse Avenue, à New Haven, qui comprenait une bibliothèque qui contenait 11 000 livres. Une partie des livres a été léguée à l'Université de Yale. Town a conçu d'autres maisons sur cette avenue.
En 1840, Ithiel Town a commandé au peintre Thomas Cole le tableau The Architect's Dream qui se trouve maintenant au Musée d'art de Toledo.
Il a été inhumé au Grove Street Cemetery, New Haven, Connecticut.

## Quelques ponts Town
Au total, il existe encore 143 ponts couverts réalisés avec des poutres en treillis Town aux États-Unis, et 81 au Québec.
Il existe encore deux ponts couverts dans le Connecticut avec une conception de Town :
- Bull's Bridge à Kent (Connecticut),
- West Cornwall Covered Bridge entre Cornwall (Connecticut) et Sharon,

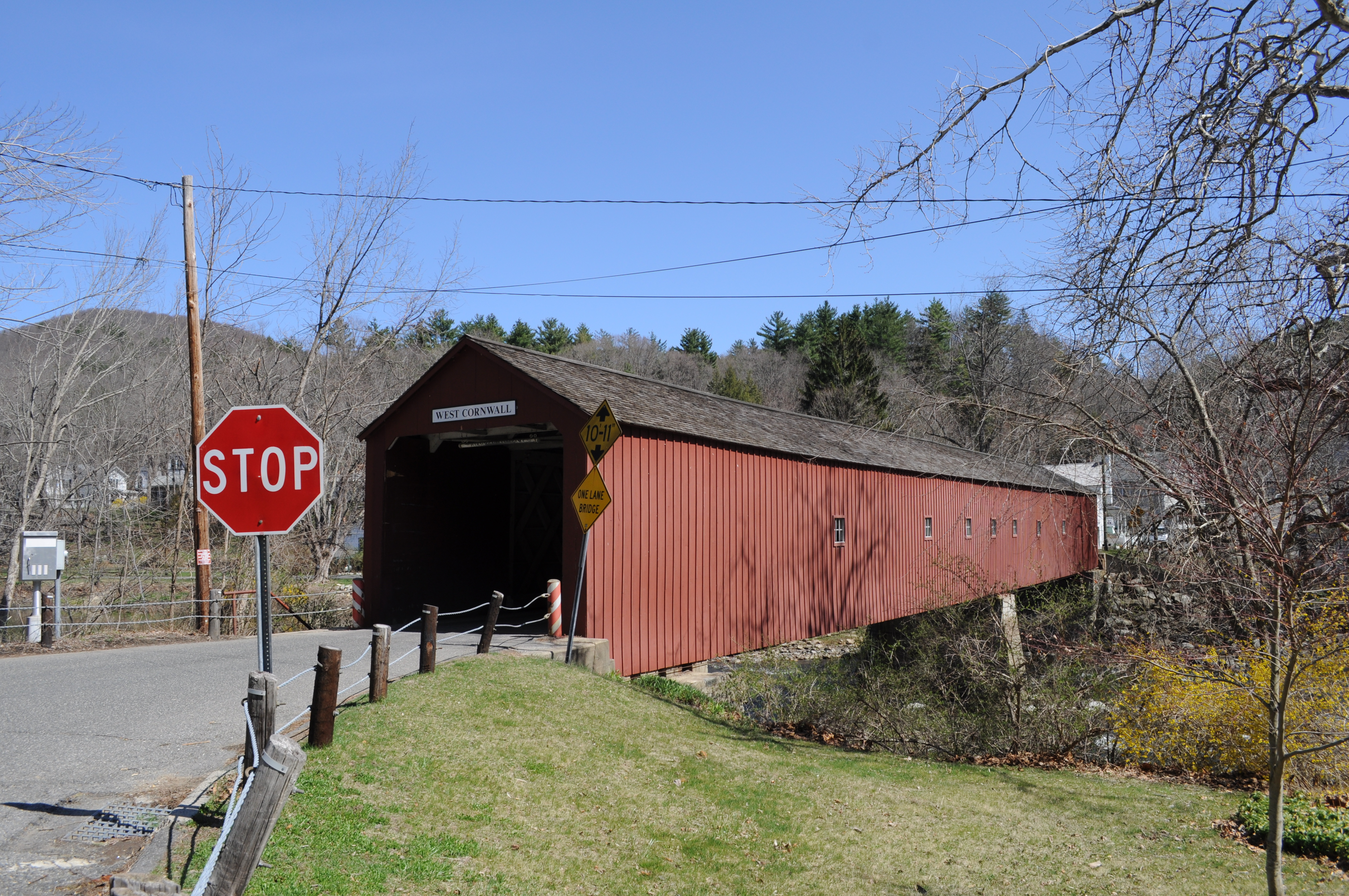
West Cornwall Covered Bridge Extérieur
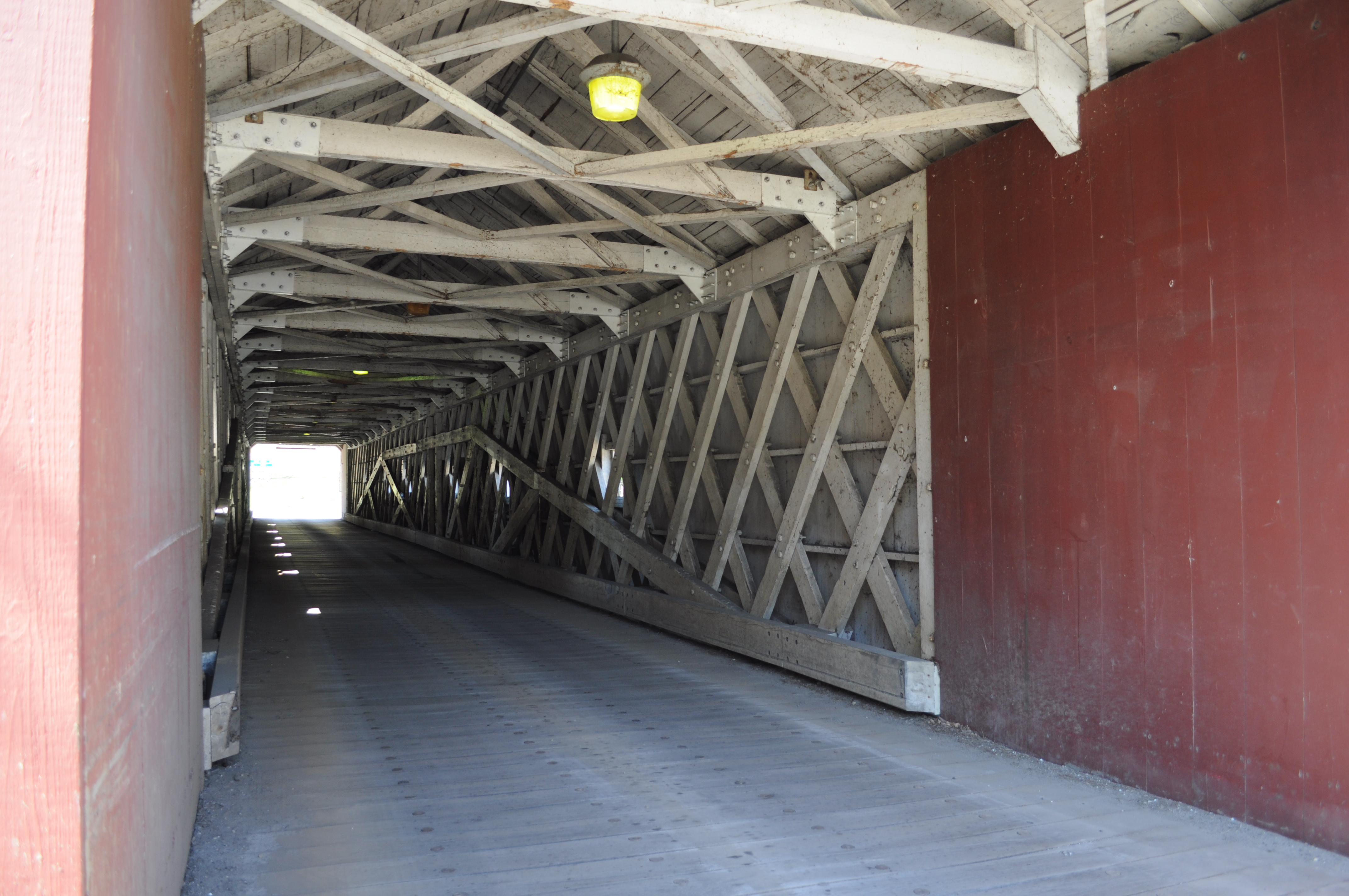
West Cornwall Covered Bridge Intérieur

et, dans le comté de Washington (New York) :
- Eagleville Bridge,
- Shushan Bridge.

Plusieurs ponts couverts américains utilisent des poutres Town.
Parmi les grands ponts réalisés avec des poutres Town : pont sur la James river, à Richmond, Virginie. Ce pont d'une longueur de 867,42 m, comprenant 18 travées ayant des portées variables entre 42,70 m et 46,66 m, et une travée de 39,65 m, a été commencé en décembre 1836 et terminé le 5 septembre 1838. Ce pont a été construit pour supporter deux voies de chemin de fer.

## Quelques bâtiments
- Asa Gray House, Cambridge, Massachusetts, 1810. Style fédéral
- Center Church, New Haven, Connecticut, 1812–1815. Style fédéral
- Trinity Church on the Green, New Haven, Connecticut, 1813–1816, Style Gothic Revival
- Groton Monument, obélisque, 1826.
- Samuel Wadsworth Russell House, Université Wesleyenne, Middletown, Connecticut, 1828. Style Greek revival.
- Skinner House, New Haven, Connecticut (maintenant Yale International Center of Finance), Town et Davis, 1832. Style Greek revival.
- Colonnade Row, New York, 1832. Style Greek Revival.
- Capitol de la Caroline du Nord, Raleigh, Caroline du Nord, Town et Davis, 1840. Style Greek revival.
- U. S. Custom House, maintenant Federal Hall, New York, Town et Davis, 1833–1842. Style Greek revival.
- Apthorp House, New Haven, Connecticut (maintenant Evans Hall, Yale School of Management), Town et Davis, 1836
- State capitol, New Haven, Connecticut, 1837. Style Greek revival. Détruite
- Indiana Statehouse, Town et Davis, 1840. Démolie en 1877.
- Wadsworth Atheneum, Hartford, Connecticut, 1842. Style Gothic revival
- Leake and Watt's Children's Home, New York, 1843. Style Greek revival
- Ithiel Town (Sheffield) Mansion, New Haven, Connecticut. style Greek revival. Détruite

## Publications
- Art. XXI, Mr. Town's new mode of Bridge-Building, p. 158-166, Fig. 1 à 6, p. 202, The American Journal of Science and Arts, Volume 3, 1821, New Haven (lire en ligne)
- A Description of Ithiel Town’s Improvement in the Construction of Wood and Iron Bridges. Intended as a General System of Bridge-building for Rivers, Creeks, and Harbours of Whatever Kind of Bottoms, and for Any Practicable Width of Span Or Opening, in Every Part of the Country, S. Converse, New Haven, 1821
- Some Account and Description of Ithiel Town’s Improvement in the Construction and Practical Execution of Bridges, Aqueducts and Rail Road Bridges, Whether Built Entirely of Wood, or of Cast or Wrought Iron, New York, 1831 (lire en ligne)
- A detail of some particular services performed in America, during the years 1776, 1777, 1778, and 1779, New York, 1835 (lire en ligne)
- Atlantic Steamships. Ideas and Statements, The Result of Considerable Reflection on the Subject of Navigating the Atlantic Ocean with Steam-Ships of Large Tonnage. Also, the Arrival, Description, and Departure of the Two First British Steam-Ships, Wiley & Putnam/J. P. Wright, New York, 1838 (lire en ligne)
- A Description of Ithiel Town's Improvement in the Construction of Wood and Iron Bridges, New York, 1839 (seconde édition) (lire en ligne)